# Villa Contarini (Este)
 (septembre 2014).
Si vous disposez d'ouvrages ou d'articles de référence ou si vous connaissez des sites web de qualité traitant du thème abordé ici, merci de compléter l'article en donnant les références utiles à sa vérifiabilité et en les liant à la section « Notes et références ».
Pour les articles homonymes, voir Villa Contarini.
La villa Contarini d’Este, aussi connue sous le nom de Vigna Contarena, est une villa veneta située via Guido Negri à Este, dans la province de Padoue et la région Vénétie, en Italie.
Le nom Vigna Contarena  (vigna signifie « vigne ») semble dériver des arbres fruitiers et des vignobles qui étaient cultivés autour de la villa. Située sur les premières pentes des monts Euganéens, cette villa représentait un lieu idéal pour ce genre de cultures.
La Vigna Contarena a été construite au XVIIe siècle par Giorgio Contarini, sénateur de la république de Venise et descendant d'une des branches le plus prestigieuses de la famille, la branche Degli Scrigni. À l'origine, la villa était destinée aux fêtes des vendanges. La structure de l'édifice s'inspire de la typique tendance vénitienne à donner plus d'importance à l'étage noble (piano nobile) qu'au rez-de-chaussée, qui était destiné aux marchandises.

## Historique
Les premiers travaux ont été commandés par le sénateur Giorgio Contarini (1584-1660) au début du XVIIe siècle. Il est possible que les fresques grotesques présentes dans la villa datent à la fin du XVe siècle. Toutefois, en raison du jeune âge de Giorgio Contarini à cette époque, il est plus probable que les travaux de construction aient été commandés par son père ou son grand-père. En tout cas, cette personne devait être très importante pour avoir commissionné aussi la construction de la Porta di San Francesco, une des principales portes de la ville.

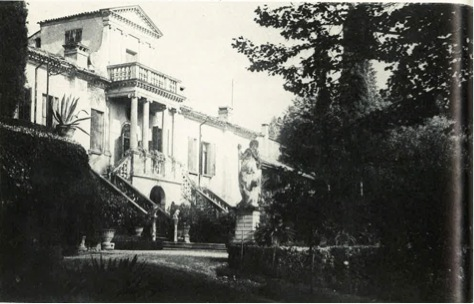
La villa dans les années 1930.

Les principaux travaux consistèrent en la réalisation d'un grand parc devant la villa et en l'expansion de l'aile occidentale, en suivant les canons stylistiques de la Renaissance.
Pendant les années 1660, Vigna Contarena a accueilli plusieurs personnalités de l'époque, comme le cardinal Gregorio Barbarigo pendant ses visites pastorales.
Au XVIIIe siècle est construite une grande barchessa (un édifice typique de l'architecture vénitienne destiné à remiser le matériel agricole de la villa).
Malgré la chute de la république de Venise en 1797 et les campagnes d'Italie de Napoléon, les Contarini ont gardé la propriété de la villa. Toutefois, en 1820-1821 elle a été achetée par le comte prussien de Haugwitz et, après sa mort, la propriété est passée à plusieurs familles. Dès 1992, Vigna Contarena est devenue propriété de la famille Caporali.

## Les fresques

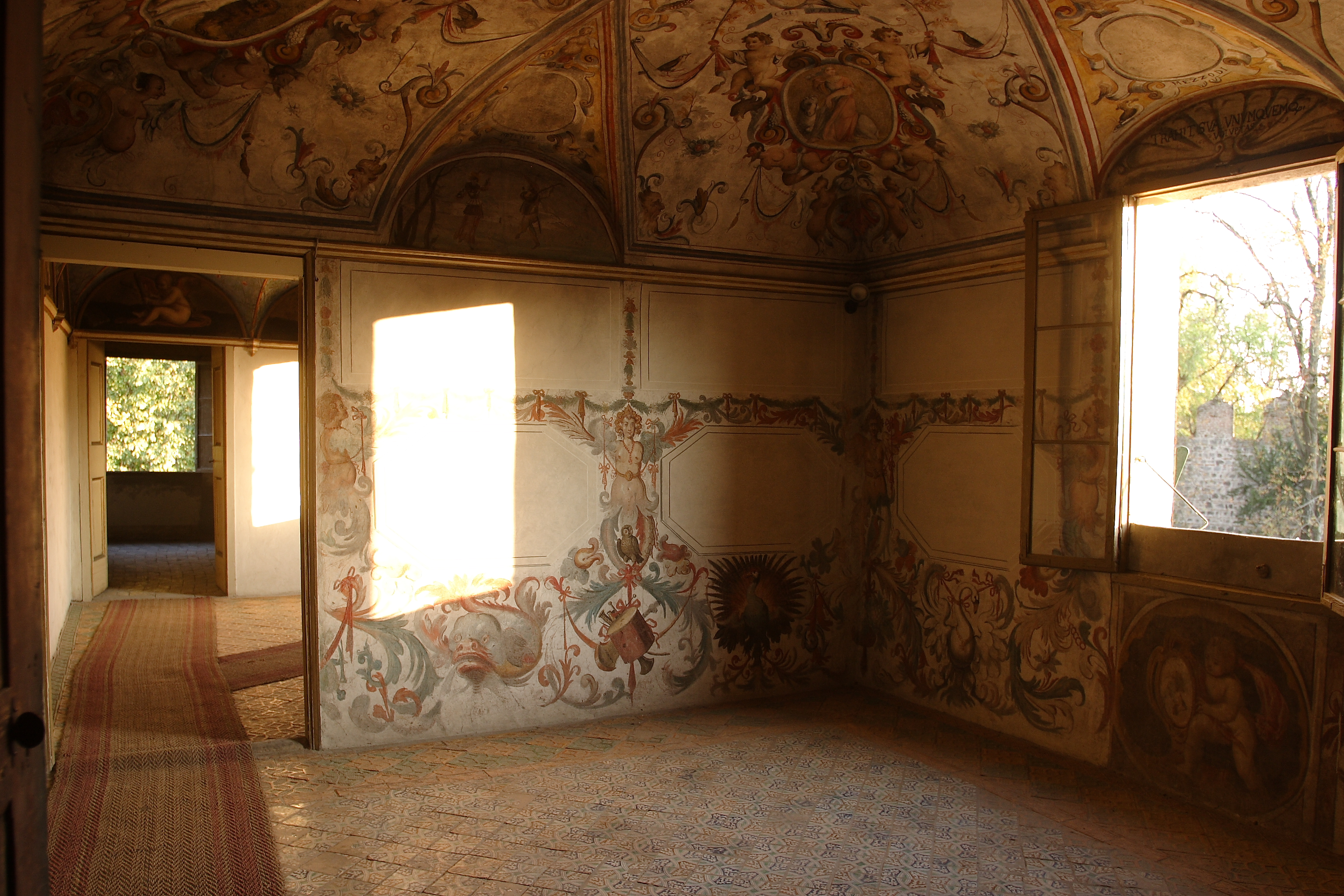
Les Camerette affrescate.

La Vigna Contarena comporte des fresques parmi les meilleures des villes de la Vénétie. Elles se trouvent dans l'aile orientale de la villa, plus précisément dans la salle de bal, les camerette affrescate (« chambres peintes à fresques ») et la Sala dei Fauni (« Salle des faunes »).
La salle de bal consistait en une loggia qui à l'origine donnait sur l'arrière de l'édifice. La salle contient une série de fresques dont les sujets s'inspirent de la mythologie grecque. En 1979 la salle de bal fut soumise à des travaux de restauration afin de la ramener à sa splendeur d'origine.
Les parois et les plafonds des camerette affrescate sont couvertes de décorations grotesques au goût bucolique sur les quatre murs, la voûte comportant des motifs qui se réfèrent aux sciences astronomiques.
La Sala dei Fauni consiste en un porche situé juste au-dessous de la salle de bal. Elle a été peinte à fresques par Battista Franco dit Il Semolei au milieu du XVIe siècle  et représente une série de scènes mythologiques dont les protagonistes principaux sont des faunes.

## L'extérieur

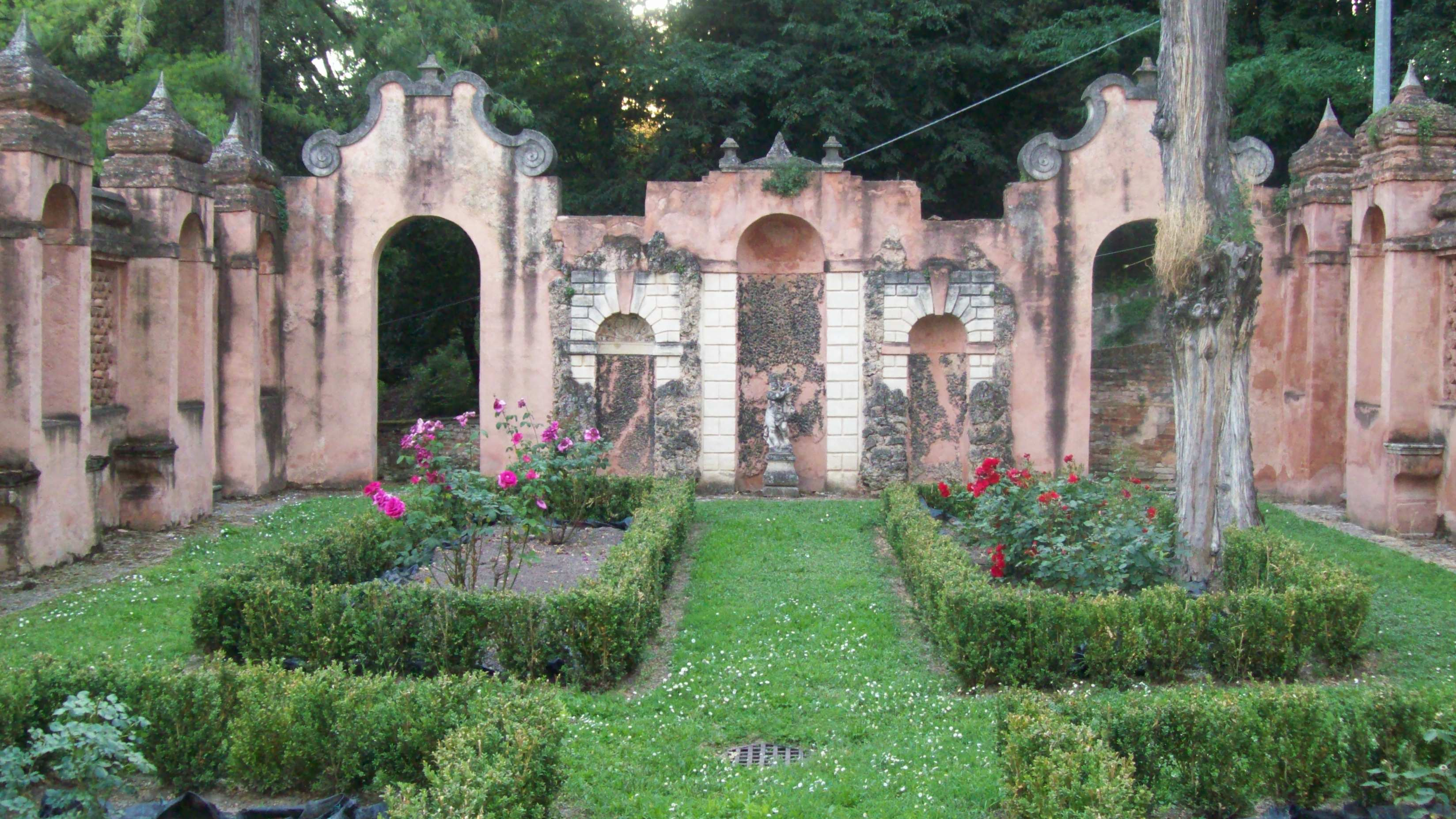
Le « jardin secret » de la villa.

À côté de l'aile occidentale de la villa il est possible d'admirer un Hortus Secretus (« jardin secret » de même nature que le médiéval Hortus conclusus). Sa structure suit les idéaux symétriques du jardin à l'italienne, en suivant  la structure des jardins persans, clos pour protéger la végétation des attaques du désert, mais aussi pour reproduire l'image de l'Éden.
Le parc est délimité par les murs du château de Carrara et par la via dei Cappuccini. Le parc, grâce à l'atmosphère créée par les arbres centenaires, représente un cadre idéal pour la Vigna Contarena. C'est pour cette raison que Vittorio Cossato, journaliste de Il Giorno, a défini  la villa comme una gemma di eleganza architettonica nel verde castone del parco [« une perle de l'architecture enchâssée dans un chaton vert »].

## Le comte de Haugwitz et la légende

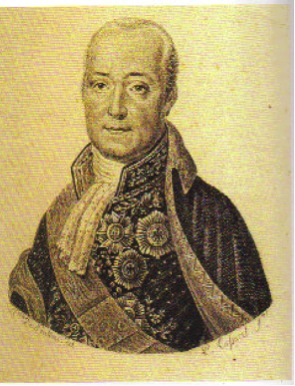
Le comte de Haugwitz.

Dans le parc, à côté d'une des tours de la villa, se situe la tombe du comte de Haugwitz.
Ministre et diplomate prussien, Haugwitz avait été accusé par le parti de la reine Louise d'avoir été un des responsables de la défaite prussienne contre Napoléon (1806). Il tenta de justifer ses choix politiques dans ses Fragments de mémoires inédits.
Ensuite, il décida de se retirer à Este, déjà bien connue par l'élite intellectuelle de l'époque et qui avait déjà accueilli des personnalités comme Lord Byron et Shelley. Pendant son séjour, le comte — appelé « Le Prussien » par les personnes des environs — tomba amoureux de la fille du baron Kunkler, qui demeurait dans la villa voisine. Bien que son amour ne fût pas partagé par la jeune fille, il prit la décision qu'après sa mort il soit enterré dans le domaine de sa villa, pour toujours rester près de son amour. À sa mort en 1832, sa volonté fut respectée.
La légende dit que le comte demanda à être enterré debout, son regard étant orienté vers la villa Kunkler ; au printemps, pendant la nuit, il doit être possible de voir son chagrin fantôme errer sur les murs de la villa.

## Sources
- (it) Cet article est partiellement ou en totalité issu de l’article de Wikipédia en italien intitulé « Villa Contarini (Este) » (voir la liste des auteurs).